# Piauhy (hadihajó)
A CT-3-as számú Piauhy egy romboló típusú hajó volt, amely részt vett az első és a második világháborúban.

## Története

### Építése
A Brazil Haditengerészet megrendelésére a Yarrow Hajógyár kezdte építését Glasgow-ban. A Piauhy romboló építését 1908-ban kezdték meg, s munka igen jól haladt, hiszen már június 11-én vízre bocsátották. A kisebb-nagyobb munkálatok befejeződése után a hajót útnak indították Brazília felé. Megérkezésekor hatalmas ünnepséget csaptak a Pará-osztályú rombolóknak, a Piauhy-n még Afonso Augusto Moreira Pena köztársasági elnök is látogatást tett és beszédet mondott. A hajó parancsnokságát 1909. december 31-én vette át Pedro Max Fernando Frontin kapitány. Frontin megközelítőleg 1917-ig töltötte be  hajó parancsnoki tisztét. A kapitány később a Hadműveleti Tengerészeti Különítmény és a brazil flotta parancsnoka lett.
A hajó bázisa a hazaérkezés után Rio de Janeiro kikötője volt.

### Harci alkalmazása
A Piauhy részt vett az 1913-as nagy hadgyakorlaton, amelyen a brazilok letesztelték újonnan épített hadihajóikat.
Brazília 1917-es hadba lépése után a brazil hadihajók szerepe eddig sohasem látott teret nyert. A újonnan felállított Hadműveleti Tengerészeti Különítménynek (Portugálul:Divisão Naval em Operações de Guerra, röviden DNOG) vezérhajója a Bahia lett, kapitánya pedig Pedro Max Fernando Frontin admirális. A DNOG tagjává avatták továbbá a Pará-osztály négy rombolóját, köztük a Piauhy-t.
A DNOG feladata főként járőrözés lett volna, azonban az Antant minden tagja máshová kívánta küldeni a frissen érkezett hajókat. Míg az olaszok a Földközi-tenger védelmére, a franciák a Gibraltár és Észak-Afrika védelmére, addig az amerikaiak a csapataikkal való szoros együttműködésre akarták felhasználni a brazil hajókat. Azonban nem sokkal miután a brazil hajók elérték a Földközi-tengert a háború véget ért, így nagyobb konfliktusokban a brazil hajók nem vettek részt. A spanyolnátha járvány azonban 1918-ban elérte a hajókat. A 8 brazil hadihajón a háború során 103-an, míg a hazatérést követően 250-en vesztették életüket a betegség következtében.
A második világháború során a romboló feladata Rio de Janeiro kikötőjének védelme volt, amelyet 1942-44 között végzett. Pályafutásának elavulása vetett véget, emiatt 1944-ben kivették a flottajegyzékből és szétbontották.

### Parancsnokai
- Pedro Max Fernando Frontin (1909 - 1917)
- Alfredo Andrada Dodsworth (1917 - 1918)
- Mario Emilio de Carvalho (Ideiglenesen, 1918 - 1919)
- Waldemar de Araújo Motta (?)
- Jorge Dodsworth Martins (1940-es évek)

## Technikai adatok
| - Vízkiszorítás: 560 tonna - Hosszúság: 73 méter - Szélesség: 7 méter - Merülés: 2,22 méter - Maximális merülési mélység: 2,42 méter - Hajtómű: 2 db Yarrow kazán, teljesítménye 8800 LE - Üzemanyag: 140 tonna szén | - Sebesség: 28 csomó - Hatótávolság: 1600 mérföld/15 csomó - Fegyverzet: - 2 db 102 mm-res ágyú - 4 db 47 mm-res ágyú - 2 db torpedóvetőcső - Legénység: 104 fő |

## Lásd még
- Brazília az első világháborúban
- Brazil Expedíciós Hadsereg